# Сулімиці
Сулімиці (пол. Sulimice) — село в Польщі, у гміні Дарлово Славенського повіту Західнопоморського воєводства.
Населення — 134 особи (2011).
У 1975-1998 роках село належало до Кошалінського воєводства.

## Демографія
Демографічна структура станом на 31 березня 2011 року:
|          | Загалом | Допрацездатний вік | Працездатний вік | Постпрацездатний вік |
| -------- | ------- | ------------------ | ---------------- | -------------------- |
| Чоловіки | 71      | 13                 | 51               | 7                    |
| Жінки    | 63      | 13                 | 39               | 11                   |
| Разом    | 134     | 26                 | 90               | 18                   |